# Jody Hice

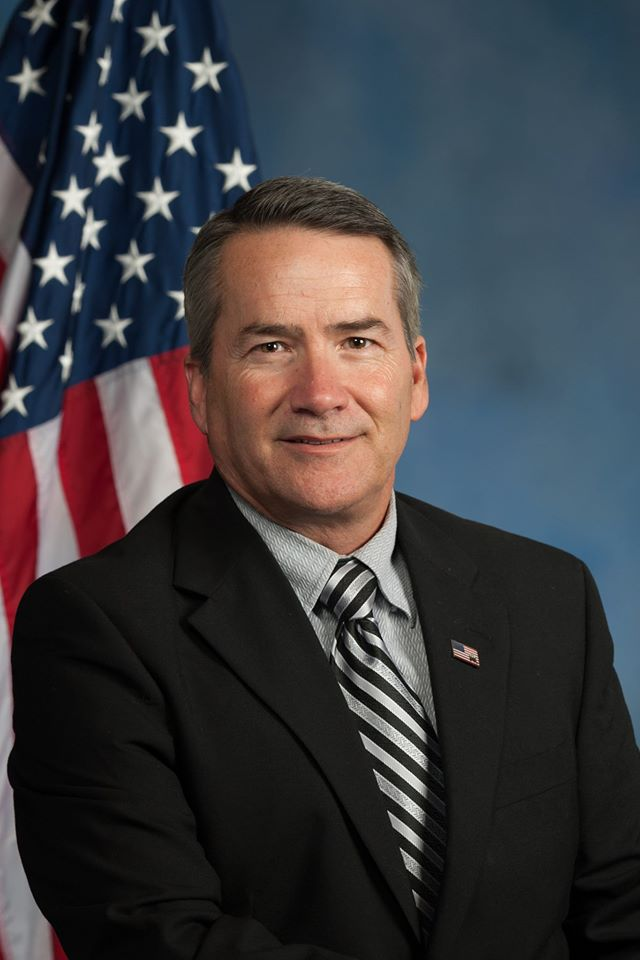
Jody Hice (2015)

Jody Brownlow Hice (* 22. April 1960 in Atlanta, Georgia) ist ein US-amerikanischer Politiker der Republikanischen Partei. Von 2015 bis 2023 vertrat er den zehnten Distrikt des Bundesstaats Georgia im US-Repräsentantenhaus.

## Werdegang
Jody Hice besuchte bis 1978 die Tucker High School und absolvierte danach bis 1982 das Asbury College in Wilmore (Kentucky). Dann studierte er bis 1986 am Southwestern Baptist Theological Seminary in Fort Worth (Texas) Theologie. Dieses Studium setzte er bis 1988 am Luther Rice Seminary in Lithonia (Georgia) fort. Anschließend arbeitete er als Pastor. Zeitweise war er auch Gastgeber einer religiösen Radiosendung.
Er lebt mit seiner Ehefrau Dee Dee in Comer (Georgia) im Oglethorpe County. Das Paar hat zwei Töchter.

## Politik
Politisch schloss er sich der Republikanischen Partei an. Im Jahr 2010 bewarb er sich erfolglos für einen Sitz im Kongress. Bei den Kongresswahlen des Jahres 2014 wurde Hice dann im zehnten Wahlbezirk von Georgia in das US-Repräsentantenhaus in Washington, D.C. gewählt, wo er am 3. Januar 2015 die Nachfolge von Paul Broun antrat, der erfolglos in den republikanischen Vorwahlen für die Wahl zum US-Senat kandidiert hatte. Da er bei den folgenden drei Wahlen 2016 zwischen 2020 in seinem Amt bestätigt wurde, gehörte er auch dem 117. Kongress der Vereinigten Staaten an. Seine letzte Legislaturperiode lief bis zum 3. Januar 2023.
Am 24. Mai 2022 trat er in der Primary (Vorwahl) seiner Partei für die Wahl zum Secretary of State (Georgia) (Innenminister) an. Trump unterstützte ihn, da sich der bisherige Amtsinhaber Brad Raffensperger bei der Wahl 2020 geweigert hatte, Trump entgegen den Fakten als Sieger zu erklären. Er konnte sich jedoch nicht gegen Raffensperger durchsetzen. Er schied dadurch am 3. Januar 2023 aus dem Repräsentantenhaus aus.

### Ausschüsse
Er war zuletzt Mitglied in folgenden Ausschüssen des Repräsentantenhauses:
- Committee on Natural Resources
  - National Parks, Forests, and Public Lands
  - Oversight and Investigations
- Committee on Oversight and Reform
  - Government Operations Ranking Member